# Rucanor
Rucanor is een Nederlandse fabrikant van sportartikelen. Het hoofdkantoor van Rucanor is sinds 2013 in Klundert.
De producten van Rucanor worden door meer dan 3000 winkeliers in Europa verkocht. Rucanor heeft eigen verkoopkantoren in België, Duitsland en Engeland, een ruim distributiecentrum te Moerdijk, een inkoopkantoor in Hongkong en exporteert naar meer dan 35 landen.
Rucanor is zowel een fabrikant als een distribuant. Dit wil zeggen dat Rucanor rechtstreeks aan sportwinkels levert en geen gebruik maakt van groothandelbedrijven.

## Geschiedenis
Rucanor, opgericht op 12 juli 1956 in Rotterdam door Jacob van Rijswijk, is ontstaan als een handelsmaatschappij in canvas gymschoenen met rubberzool. De naam Rucanor is hier ook een afgeleide van: de rubber & canvas organisatie. In de jaren daarna ontwikkelde het Nederlandse familiebedrijf zich tot een sportmerk dat functionele sportschoenen, -kleding en -attributen verkocht. In de jaren ‘80 werd het bedrijf overgenomen door zijn zoon Cees van Rijswijk.
Rucanor, dat zijn hoogtijdagen beleefde in de jaren tachtig, werd in 2008 overgenomen door investeerder Martijn Nelissen. Captura heeft via haar dochteronderneming Sport Services Holding B.V. de wereldwijde licentierechten op het merk Rucanor.
Enkele hoogtepunten uit de geschiedenis van Rucanor:
- 1956: Rucanor Sport wordt opgericht. De eerste artikelen die onder de naam Rucanor verkocht worden, zijn rubberen canvasschoenen. Niet lang daarna heeft Rucanor Sport een assortiment voor meer dan 18 sporten.
- 1964: Ron Fraser, een befaamd Amerikaans honkbalspeler, zet zijn naam onder een complete honkbalsportlijn.
- 1975: Rucanor introduceert de Hy-O-Sheep-tennissnaar. Deze dunne, met olie gevulde synthetische snaar wordt een wereldsucces.
- 1985: Midden jaren 80 en begin jaren 90 zijn oversized kleding met fluorescerende kleuren in trek, en trainingspakken gemaakt van parachutedoek.
- 1995: Vanaf de jaren 90 is het Never Out-of Stock (NOS)-concept een van de speerpunten. Het NOS-principe kwam voort uit het cash&carry-idee, een service voor winkeliers om hun voorraad snel te vernieuwen met de bestverkopende producten.
- 2006: Rucanor viert zijn vijftigste verjaardag. Sinds de oprichting in 1956 is het merk uitgegroeid tot een belangrijke marktspeler voor basissportuitrusting.
- 2013: Sport Services Europe B.V., eigenaar van Rucanor, gaat failliet maar beleeft een doorstart. De activiteiten met de licenties op het merk Rucanor worden voortgezet met 26 medewerkers in Nederland. De locatie van Rucanor wordt verplaatst van Nieuwerkerk aan den IJssel naar Klundert.[7]

## Belangrijke artikelen
Het portfolio bestaat anno 2014 uit:

### Kleding
- Watersport
- Basiskleding
- Training

### Schoeisel
- Gymnastiek
- Sportschoenen

### Uitrusting
- Ballen
- Racketsport
- Watersport
- Bescherming
- Tassen
- Reflecterende kleding
- Fitness
- Hardlopen